# Хорхе Гріффа
Хорхе Гріффа (ісп. Jorge Griffa, 7 вересня 1935, Касільда — 15 січня 2024, Росаріо) — аргентинський футболіст, що грав на позиції захисника. Відомий за виступами в клубах «Ньюеллс Олд Бойз» та «Атлетіко», у складі якого став триразовим володарем Кубка Іспанії, чемпіоном Іспанії, та володарем Кубка Кубків УЄФА. Виступав також за національну збірну Аргентини, У складі якої став переможцем чемпіонату Південної Америки.

## Клубна кар'єра
Хорхе Гріффа народився 1935 року в місті Касільда, та є вихованцем футбольної школи клубу «Ньюеллс Олд Бойз». Професійну футбольну кар'єру розпочав 1954 року в основній команді того ж клубу, в якій грав до кінця 1958 року, взявши участь у 90 матчах чемпіонату, та був основним гравцем захисту команди.
У 1959 році Хорхе Гріффа став гравцем іспанського клубу «Атлетіко», у складі якого грав до 1969 року. У складі мадридського клубу футболіст став у сезоні 1965—1966 років чемпіоном Іспанії, триразовим володарем Кубка Іспанії, та володарем Кубка Кубків УЄФА. У 1969—1971 роках Гріффа грав у складі іншої іспанської команди «Еспаньйол», після чого завершив виступи на футбольних полях.

## Виступи за збірну
У 1959 році Хорхе Гріффу включили до складу національної збірної Аргентини на домашній для аргентинської збірної чемпіонаті Південної Америки 1959 року. У складі збірної Гріффа здобув титул континентального чемпіона. На турнірі футболіст зіграв 4 матчі, після чого до складу збірної не залучався.
Помер Хорхе Гріффа 15 січня 2024 року на 89-му році життя у місті Росаріо.

## Титули і досягнення
- Володар Кубка Іспанії (3):

«Атлетіко»: 1959–1960, 1960–1961, 1964–1965
- Чемпіон Іспанії (1):

«Атлетіко»: 1965–1966
- Володар Кубка Кубків УЄФА (1):

«Атлетіко»: 1961–1962
- Переможець чемпіонату Південної Америки (1): 1959 (Аргентина)